# 安場保和
安場 保和（やすば やすかず、天保6年4月17日（1835年5月14日） - 明治32年（1899年）5月23日）は、日本の官僚・政治家。
江戸時代には肥後国熊本藩士であり、横井小楠の門下生だった。戊辰戦争で官軍に従軍して戦功を挙げた後、明治政府の高官として活躍し、福島県令、愛知県令、元老院議官、参事院議官、福岡県知事、愛知県知事、北海道庁長官などを歴任。勲功により華族に列して男爵となる。

## 略歴
8歳で熊本・細川藩の藩校時習館に入り、選ばれて居寮生となった。横井小楠門下として、嘉悦氏房・山田武甫・宮川房之らと並ぶ四天王と称される。細川藩家老の家柄で、先祖である安場一平は、東京高輪の細川藩邸で、細川藩預かりとなっていた赤穂浅野家筆頭家老大石良雄の介錯に失敗、首を時間をかけ切断した記録が残る（この縁で安場家は赤穂事件に造詣が深く、安場家前当主・安場保雅は全国義士会連合会の会長をつとめており、「大石の介錯刀には刃こぼれが有り介錯に苦労した痕が残る」と述べている）。
明治元年（1868年）の戊辰戦争に参加。同2年（1869年）に胆沢県大参事。後藤新平、斎藤実、山崎為徳など地元の俊英な少年5名を見い出し、県庁給仕とする。同3年（1870年）には酒田県大参事となる。
明治4年（1871年）に熊本藩少参事。同年、西郷隆盛の推挙によって大蔵大丞・租税権頭に任じられる。就任直後に大蔵大輔大隈重信の弾劾を行って否決されたものの、皮肉にもこれが政府分裂の危機感を高めて、廃藩置県による政府内再結集への動きにつながった。
同5年（1872年）には岩倉使節団に加わり欧米を視察。帰国直後から福島県令となる。戊辰戦争後の士族反乱から自由民権運動に至る途上の東北地方の人心慰留につとめ各地の開拓と開発を行った。
明治8年（1875年）に愛知県令。 明治13年（1880年）から同18年（1885年）に元老院議官を務めた。元老院議官時代には、北海道の根室から千島列島を北上して、シュムシュ島に渡り、帰りには国後島や根室から陸路北海道の内陸部を調査し「千島警備及び北海道開拓に対する意見書」をまとめた。当時参議であった伊藤博文に提出されたこの意見書は、北方の重要性を説いたものとされる。
明治14年（1881年）、行政官の不当を批判し、急激論者を抑制して中庸を目指す保守中正党を谷干城邸において佐々木高行らと共に結成。
明治19年（1886年）、福岡県令となる。同25年（1892年）には福岡県知事として第2回衆議院議員総選挙における選挙干渉の中心となるが、これが後に問題となり白根専一内務次官とともに辞めさせられる。同年8月3日、貴族院議員に任ぜられる。国民協会の幹事長に就任する。
明治29年（1896年）6月5日に男爵。同30年（1897年）、北海道開拓意見書が評価され北海道庁長官に任じられた。
保和は「死して余財あるは陛下に背く」として蓄財することはなかった。貧乏を尊しとして献身奉公に専念した。墓所は文京区吉祥寺

## 栄典
位階
- 1886年（明治19年）11月16日 - 正四位[10]
- 1890年（明治23年）11月1日 - 従三位[11]

勲章等
- 1888年（明治21年）5月29日 - 勲二等旭日重光章[12]
- 1889年（明治22年）11月25日 - 大日本帝国憲法発布記念章[13]

## 家族
- 長女トモの婿養子に 安場末喜（実業家・貴族院議員）。その長男に安場保健、二男・保雄（長男・保文の岳父に志賀直哉）、三男は村田保定。娘婿にの富永敏麿（矢野二郎の甥）、清野謙次、平野義太郎がいる。
- 二女の和子は後藤新平の妻[14]。保和は胆沢県大参事時代に後藤新平、斎藤実を書生として引き立て、岩倉使節団帰国後の福島県令時代には、後藤新平を福島洋学校、須賀川医学校に紹介。後藤新平・和子夫妻の実娘・愛子（保和の孫）は鶴見祐輔と結婚し、鶴見和子、鶴見俊輔を生し、養女のしづは医師の佐野彪太（佐野学の兄）に嫁ぐ。

## エピソード
- 安場は、租税権頭に就任後、岩倉使節団の一員として米国を視察中に、自身の英語が通じないことがわかったため、「自分が同行するのは税金の無駄遣いだ」として使節団への同行を中止し日本に帰国したとされる[15]。